# Teraz albo nigdy!
Teraz albo nigdy! – polski serial obyczajowy, emitowany w telewizji TVN od 30 marca 2008 do 18 października 2009. Ukazywał życie współczesnych 30-latków w dużym mieście.

## Produkcja
Serial liczy 44 odcinki, wyemitowane w czterech seriach. Początkowo serial miał nosić nazwę „Last minute”. Serial był realizowany od 8 stycznia 2008 do 3 lipca 2009. Plenerami serialu były: Warszawa, Kraków i Madera (Portugalia). W listopadzie 2008 odbyła się premiera książki Barbary Jasnyk Kaktus w sercu, która przedstawia subiektywny punkt widzenia bohaterki na wydarzenia, które poprzedziły pierwszą serię serialu Teraz albo nigdy!.

## Obsada
| Aktor                     | Rola               |
| ------------------------- | ------------------ |
| Marta Żmuda Trzebiatowska | Marta Orkisz       |
| Mateusz Damięcki          | Andrzej Bosz       |
| Agata Buzek               | Julia Milton       |
| Bartłomiej Kasprzykowski  | Robert Orkisz      |
| Rafał Królikowski         | Michał Winiarski   |
| Katarzyna Maciąg          | Basia Jasnyk       |
| Jan Wieczorkowski         | Marcin Kreng       |
| Małgorzata Kożuchowska    | Katarzyna Marczak  |
| Tamara Arciuch            | Iwona Łaniewska    |
| Olga Bołądź               | Jola Tarnowska     |
| Jerzy Zelnik              | Waldemar Jasnyk    |
| Liliana Komorowska        | Łucja Jasnyk       |
| Maria Mamona              | Helena Nowak       |
| Katarzyna Ankudowicz      | Marzenka           |
| Krzysztof Globisz         | Janusz Nowak       |
| Beata Tyszkiewicz         | Ewa Winiarska      |
| Małgorzata Zajączkowska   | Anna Bosz          |
| Marek Frąckowiak          | Zdzisio Marciniak  |
| Andrzej Rozmus            | Leszek Jasnyk      |
| Joanna Sienkiewicz        | Krystyna Winiarska |
| Leon Charewicz            | Edmund Winiarski   |
| Włodzimierz Matuszak      | Stefan Lesiak      |
| Marcin Perchuć            | Krzysztof Golub    |
| Bartosz Opania            | Bartek Wróblewski  |
| Magdalena Kumorek         | Grażyna Rolewska   |
| Anna Mucha                | Olga Rosiak        |
| Aleksandra Szwed          | Franka             |
| Magdalena Różczka         | Ela                |
| Małgorzata Foremniak      | Edyta              |
| Jakub Przebindowski       | Artur              |
| Katarzyna Warnke          | Dana               |
| Agnieszka Więdłocha       | Rita               |
| Julia Kornacka            | Zuza               |
| Zuzanna Bilska            | Zdenka             |
| Adam Krawczyk             | Marek              |
| Sebastian Zieliński       | Piotr              |

| Bohaterowie serialu Teraz albo nigdy! |
| --- |
| Marta Orkisz (Marta Żmuda Trzebiatowska) – skończyła farmację, marzy o dziecku. Z zawodu jest farmaceutką. Jej mężem jest Robert, ale gdy dowiaduje się o jego zdradzie z Iwoną postanawia się z nim rozwieść. W ostatniej chwili wycofała pozew o rozwód. Jest najbliższą przyjaciółką Basi. Postanawia zaadoptować dziecko, lecz Robert się nie zgadza. Wtedy Marta rozkazuje mężowi wyprowadzić się z domu. Spotykała się z Tomkiem. Barbara Jasnyk (Katarzyna Maciąg) – młoda i zarazem wrażliwa dziennikarka. Pracuje w radiu RMF FM tak samo jak Marcin. Najlepsza przyjaciółka Marty. Została porzucona przez narzeczonego i napisała powieść Kaktus w sercu. Zdała sobie sprawę, że miłością jej życia jest Andrzej i jest z nim związana. Julia Milton (Agata Buzek) – młoda wdowa, pragnąca zamknąć etap w życiu. Obecnie przebywa w USA. Andrzej Bosz (Mateusz Damięcki) – najlepszy przyjaciel Marcina. Prowadził własny klub. Andrzej nie poddaje się i wkrótce otwiera swój nowy klub – „Plaża”. Jest zakochany w Basi. Michał Winiarski (Rafał Królikowski) – ma 2 córki: Zuzię (jej matką jest Ela) i Zdenkę (jej matką jest Dana). Zajmował wysokie stanowisko w kierownictwie sieci restauracji „Brunch&Lunch”, obecnie ma firmę „Tajemniczy Ogród”. Robert Orkisz (Bartłomiej Kasprzykowski) – mąż Marty, z początku był zimnym i cynicznym pracoholikiem. Zdradził Martę, za co chciała się z nim rozwieść. Marcin Kreng (Jan Wieczorkowski) – kobieciarz, pracuje w radiu. Tuż przed wyjazdem na Maderę wypada mu nieplanowany dyżur w pracy, więc odstępuje swoje miejsce Andrzejowi. Jest jego najlepszym przyjacielem. Zakochany w Julii. |

## Spis serii
| Seria | Seria | Sezon       | Odcinki    | Premiera serii  | Finał serii          | Pora emisji          | Średnia oglądalność |
| ----- | ----- | ----------- | ---------- | --------------- | -------------------- | -------------------- | ------------------- |
|       | 1.    | wiosna 2008 | 1–13 (13)  | 30 marca 2008   | 22 czerwca 2008      | niedziela, ok. 22:00 | 2 980 045           |
|       | 2.    | jesień 2008 | 14–26 (13) | 7 września 2008 | 30 listopada 2008    | niedziela, ok. 22:00 | 2 755 244           |
|       | 3.    | wiosna 2009 | 27–37 (11) | 8 marca 2009    | 17 maja 2009         | niedziela, ok. 22:00 | 2 381 138           |
|       | 4.    | jesień 2009 | 38–44 (7)  | 6 września 2009 | 18 października 2009 | niedziela, ok. 22:00 | 2 633 806           |

## Piosenki wykorzystane w serialu
| Artysta                       | Tytuł                                    |
| ----------------------------- | ---------------------------------------- |
| Marcin Rozynek                | „Najlepsze”                              |
| Robert Janson ft. Kuba Badach | „Małe szczęścia”                         |
| Ania Dąbrowska                | „Tego chciałam”                          |
| Tomasz Makowiecki             | „Głosy przyjaciół”                       |
| Anita Lipnicka                | „Wszystko się może zdarzyć”              |
| O.N.A.                        | „Kiedy powiem sobie dość”                |
| Varius Manx                   | „Ruchome piaski”                         |
| Varius Manx                   | „Zamigotał świat”                        |
| Wilki                         | „Na zawsze i na wieczność”               |
| Tomasz Makowiecki             | „Nie jesteś sam”                         |
| Wilki                         | „Love story”                             |
| Kasia Kowalska                | „Antidotum”                              |
| Kasia Kowalska                | „Będe jak”                               |
| Voo Voo ft. Kasia Nosowska    | „Nim stanie się tak jak gdyby nigdy nic” |
| Robert Gawliński              | „Nie stało się nic”                      |
| Raz, Dwa, Trzy                | „Nikt nikogo”                            |
| Hey                           | „Zazdrość”                               |
| Kasia Cerekwicka              | „Na kolana”                              |
| Kabhi Khushi Kabhie Gham      | „Say Shava Shava”                        |
| Edyta Bartosiewicz            | „Before You Came”                        |
| Varius Manx                   | „Najmniejsze Państwo Świata”             |
| Eric Caspar                   | „I’ve had enough”                        |
| Nigel Jenkins                 | „Heartbeat”                              |

## Oglądalność
| Odcinek             | I seria                    | II seria                       | III seria                  | IV seria                       |
| ------------------- | -------------------------- | ------------------------------ | -------------------------- | ------------------------------ |
| 1                   | 3 703 334 30 marca 2008    | 2 803 349 7 września 2008      | 2 701 087 8 marca 2009     | 2 255 257 6 września 2009      |
| 2                   | 3 447 542 6 kwietnia 2008  | 2 787 136 14 września 2008     | 2 692 535 15 marca 2009    | 2 531 810 13 września 2009     |
| 3                   | 3 355 847 13 kwietnia 2008 | 2 680 559 21 września 2008     | 2 418 789 22 marca 2009    | 2 296 311 20 września 2009     |
| 4                   | 3 410 271 20 kwietnia 2008 | 2 644 356 28 września 2008     | 2 584 104 29 marca 2009    | 2 437 387 27 września 2009     |
| 5                   | 3 292 472 27 kwietnia 2008 | 2 973 481 5 października 2008  | 2 448 597 5 kwietnia 2009  | 2 382 864 4 października 2009  |
| 6                   | 3 016 599 4 maja 2008      | 2 561 798 12 października 2008 | 2 123 468 12 kwietnia 2009 | 2 760 176 11 października 2009 |
| 7                   | 3 290 041 11 maja 2008     | 2 809 679 19 października 2008 | 2 545 107 19 kwietnia 2009 | 3 727 604 18 października 2009 |
| 8                   | 3 265 853 18 maja 2008     | 2 542 962 26 października 2008 | 2 139 109 26 kwietnia 2009 | –                              |
| 9                   | 3 275 094 25 maja 2008     | 2 653 819 2 listopada 2008     | 1 914 390 3 maja 2009      | –                              |
| 10                  | 2 530 825 1 czerwca 2008   | 2 437 215 9 listopada 2008     | 2 334 769 10 maja 2009     | –                              |
| 11                  | 3 462 811 8 czerwca 2008   | 2 904 754 16 listopada 2008    | 2 271 465 17 maja 2009     | –                              |
| 12                  | 1 840 314 15 czerwca 2008  | 3 033 762 23 listopada 2008    | –                          | –                              |
| 13                  | 2 249 260 22 czerwca 2008  | 2 968 864 30 listopada 2008    | –                          | –                              |
| Średnia oglądalność | 2 980 045                  | 2 755 244                      | 2 381 138                  | 2 633 806                      |